# 평택역
평택역(Pyeongtaek station, 平澤驛)은 경기도 평택시 평택동에 있는 경부선의 철도역이다. 본래 역사가 처음 건립되었을 때는 경부선 서쪽에 위치한 진위군 병남면 통복리(지금의 원평동)에 있었으나, 6.25 전쟁 때 폭격으로 인해 역사가 파괴되고 1953년에 현 위치에 신축하였다. 현재의 역사는 민자역사로서 2009년 4월 24일에 완공하였으며 AK플라자가 입점했다. 일부 ITX-새마을과 모든  무궁화호, 수도권 전철 1호선이 정차한다. 이 역에서 성환역까지는 경기도와 충청남도의 경계를 지나고 역 간 거리가 9.4 km로 수도권 전철 1호선에서 가장 멀다. 그리고 대한민국의 북위 37도 이남의 역 중 최북단이다.

## 연혁

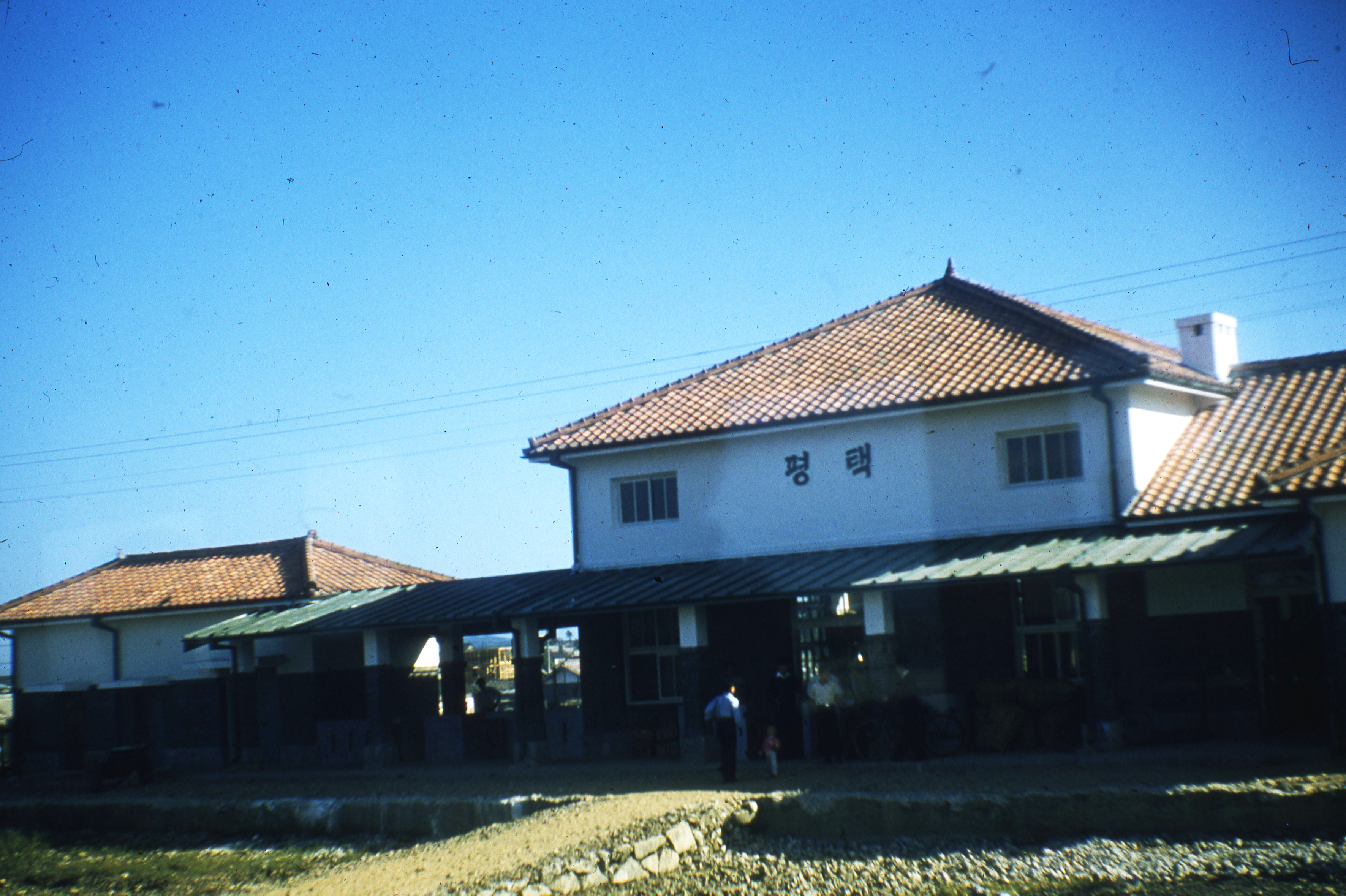
신축된 평택역 (1953년)

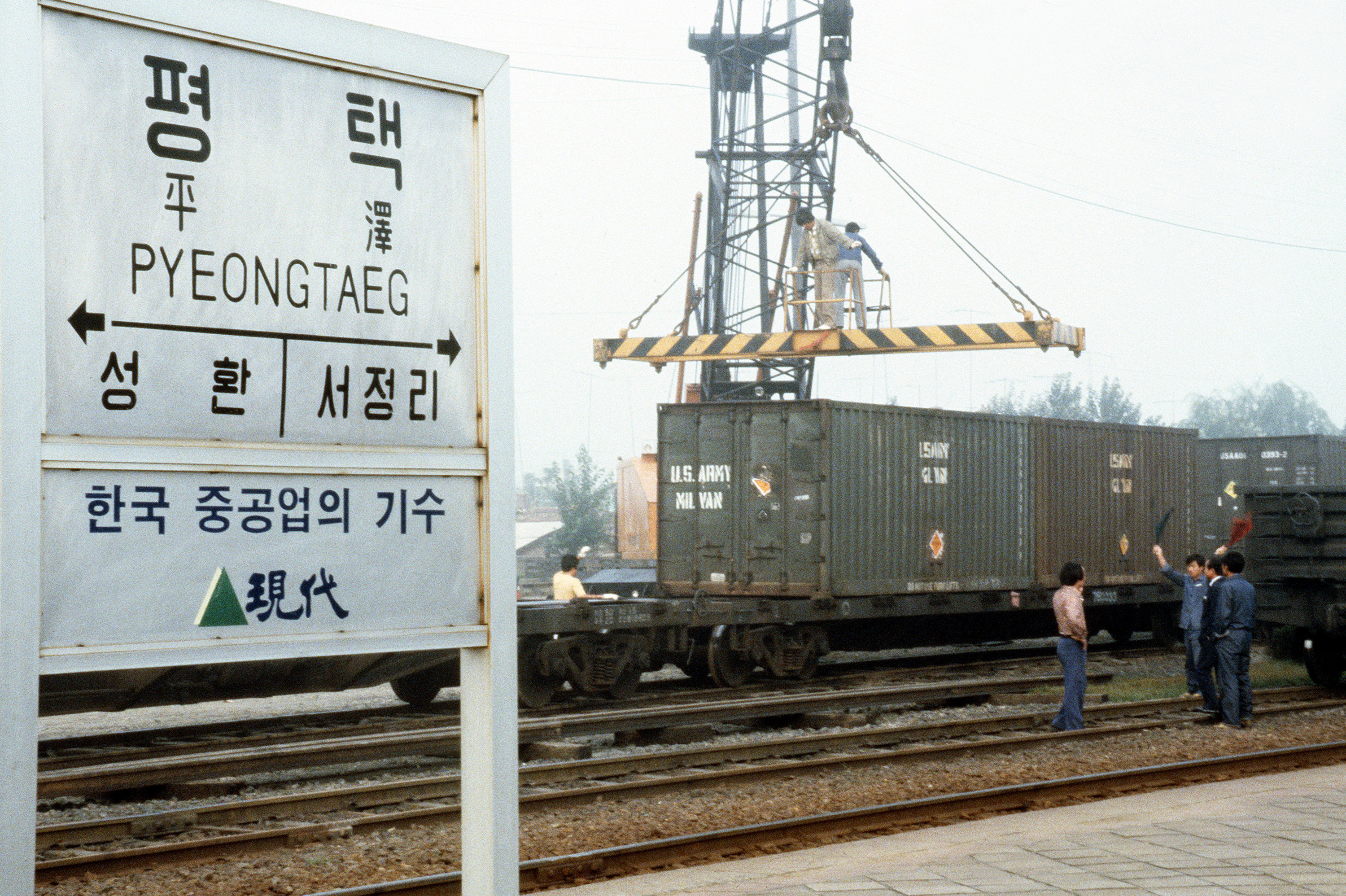
구 역명판 (1981년 8월 31일)

- 1905년 1월 1일 : 진위군 병남면 (지금의 통복리(지금의 원평동)에 보통역으로 영업 개시
- 1950년 : 역사 소실
- 1953년 10월 5일 : 평택동에 역사 신축 준공
- 1971년 9월 10일 : 민수용 무연탄 도착 취급역 지정
- 1985년 4월 1일 : 안성역의 여객 및 소화물 취급 중지 시킴
- 1985년 4월 8일 : 안성역을 배치 간이역으로 격하 시킴
- 1988년 1월 4일 : 안성역을 중지 시키고 평택역 역사를 신축 준공
- 1999년 6월 2일 : 열차시각 개편에 따라 경부선 무궁화호 전 열차 정차 개시
- 2001년 6월 1일: 장항선 특정 통일호 에드몬슨 승차권 발매 중지, 장항선 통일호 전산화
- 2004년 4월 1일 : 새마을호 정차 개시
- 2005년 1월 20일 : 전철 연장 개통, 운행 개시
- 2006년 5월 1일 : 소화물 취급 중지
- 2008년 12월 15일 : 장항선 (천안~신창간) 복선 전철화 개통으로 2009년 6월 1일 (서울~신창간) 누리로 운행 개시
- 2009년 4월 24일 : 민자역사 추진당시 타당성 부족으로 나왔지만 안성시,오산시 주민들이 이용한다는 논리로 타당성을 높이고 민자역사 유치 및 준공
- 2010년 1월 21일: 당정역 개업으로 1호선 역번호가 P164번에서 P165번으로 변경
- 2014년 5월 12일 : ITX-새마을 운행 개시
- 2015년 3월 2일 : 평택선 및 평택 직결선 사용 개시 고시[4]
- 2017년 5월 1일 : ITX-청춘 (용산-천안) 급행 승강장 정차와 (수원~천안~신창) 완행 승강장 정차
- 2017년 12월 18일 : 화물 취급 중지[5]
- 2018년 4월 1일 경부선 ITX-청춘 운행 중지
- 2020년 1월 1일 : 서울~신창간 누리로 다시 운행 중지
- 2020년 1월 20일 : 누리로 재운행 개시(서울~신창)
- 2020년 3월 2일 : 호남선, 충북선 누리로 운행 중지
- 2020년 6월 1일 : 누리로 운행 중지(서울~신창)
- 2023년 9월 1일 : ITX-마음 운행 개시
- 2024년 11월 2일: 평택선(순환) 개통

## 역 구조
4면 6선의 승강장이다. 출구는 2개이다. 새마을호, 무궁화호, ITX-새마을, ITX-마음이 정차하는 선로로 수원 경유 KTX와 관광열차가 통과하기도 한다. 그렇지만 수도권 전철 1호선의 경우 반대편 승강장으로 횡단할 수 없는 구조로 이루어져 있기 때문에 주의해야 한다. 전철 승강장에 스크린도어가 모두 설치되어 있다. 평택선 열차는 수도권 전철 1호선의 본선이자 일반열차 부본선인 3번, 6번 승강장으로 취급된다. 일반열차 본선은 평택선과 연결되어 있지 않다.

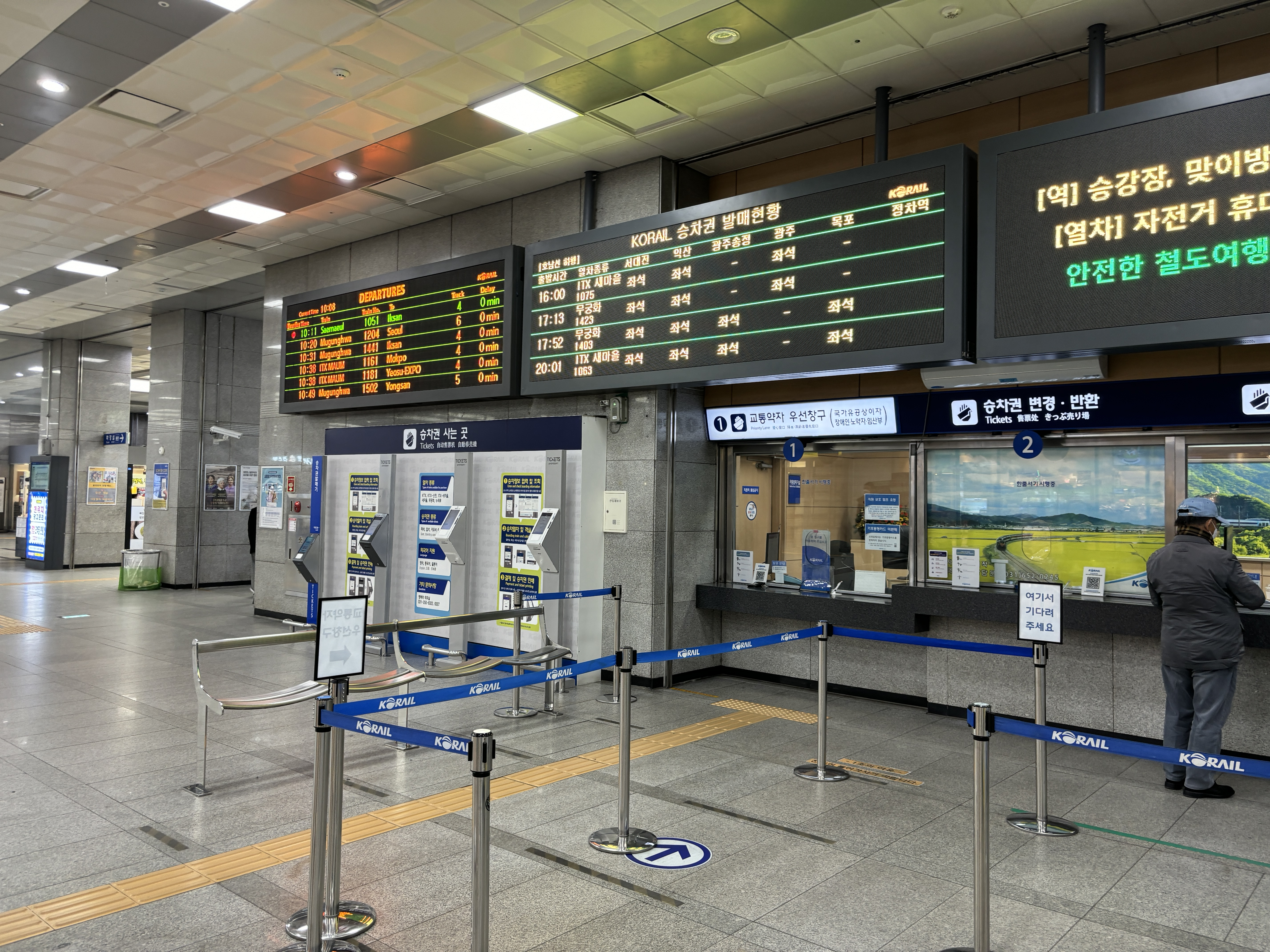
일반열차 매표 뜻
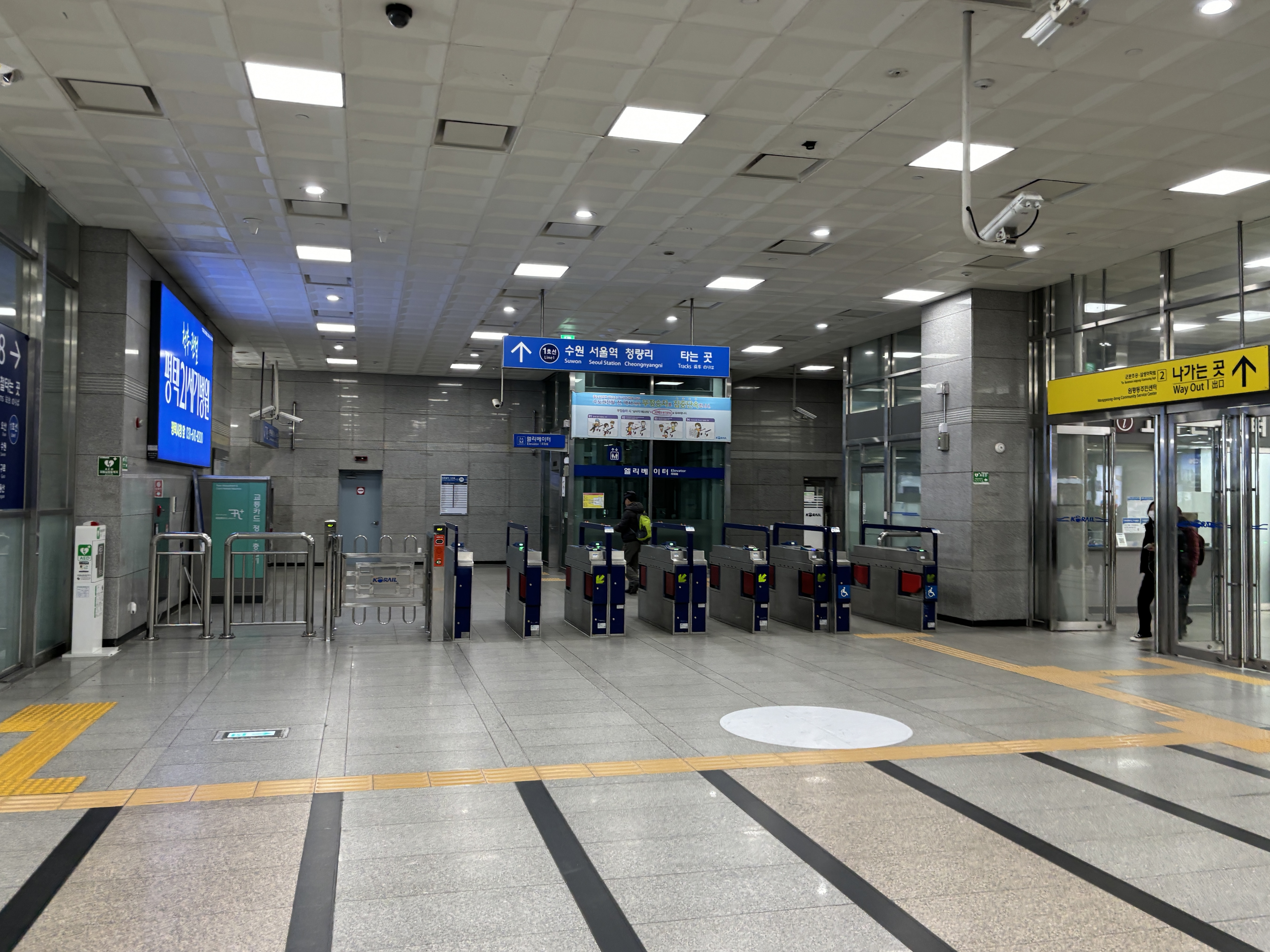
전철 구내
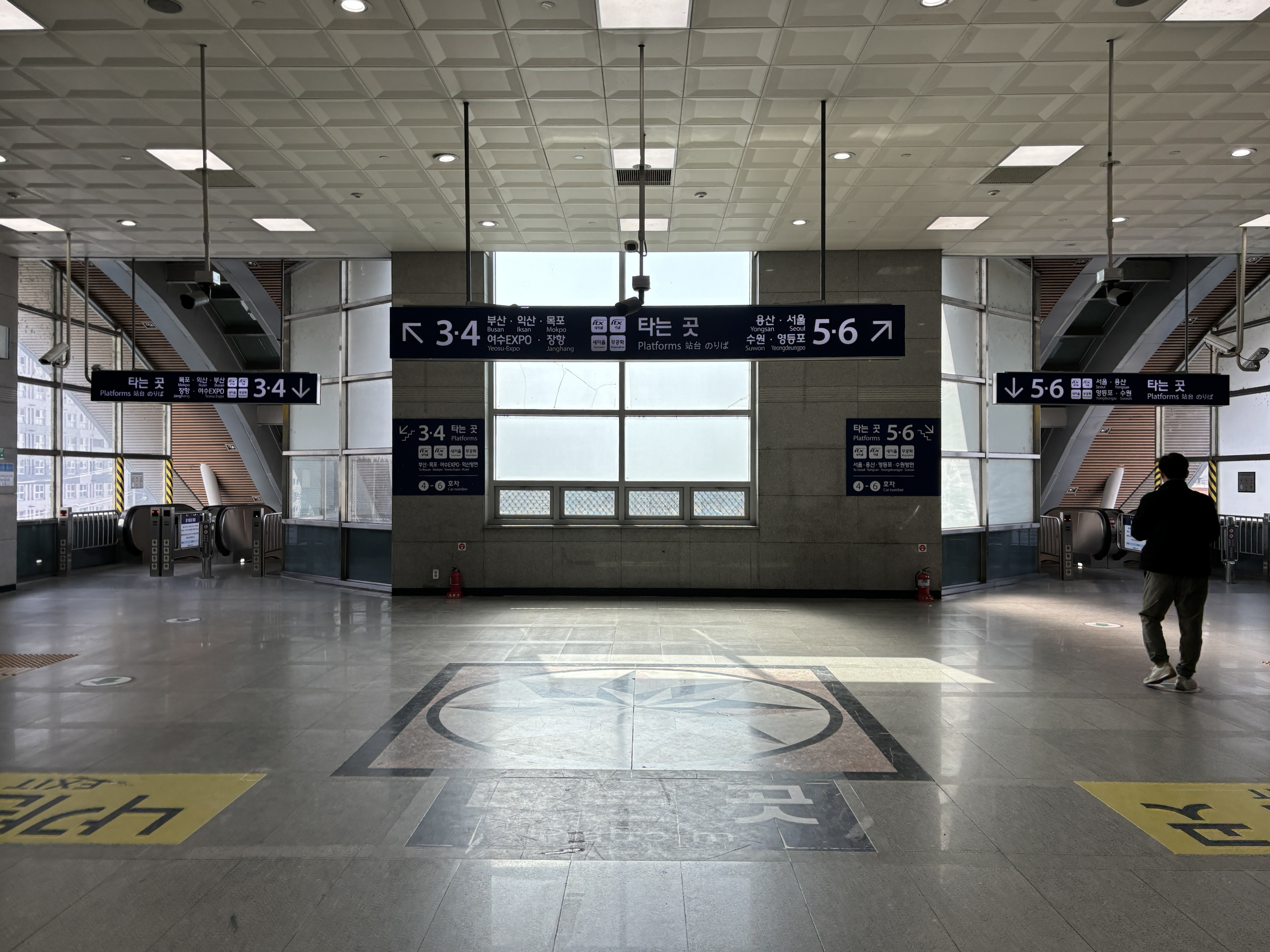
일반열차 구내
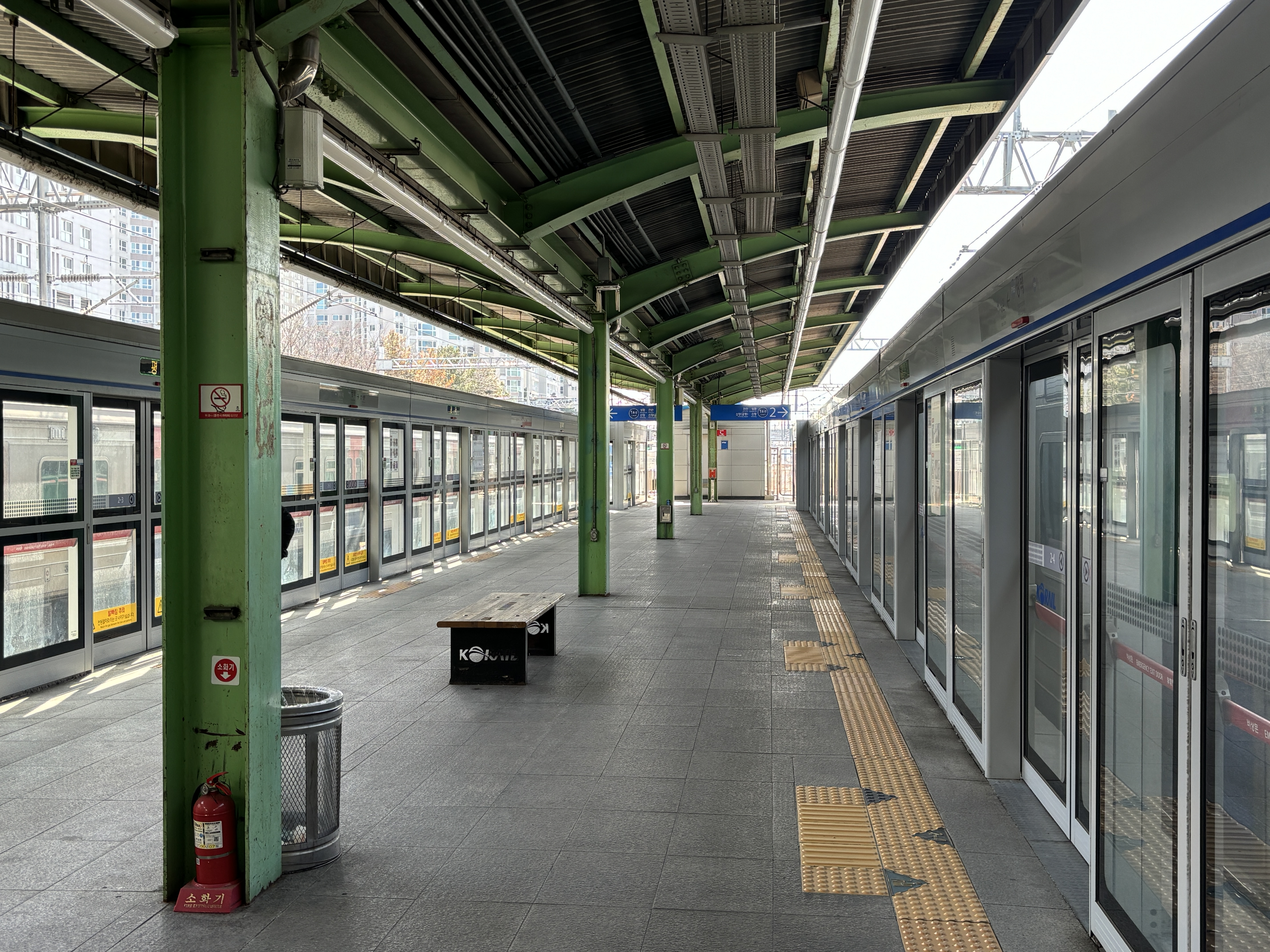
전철선 승강장1, 2번선
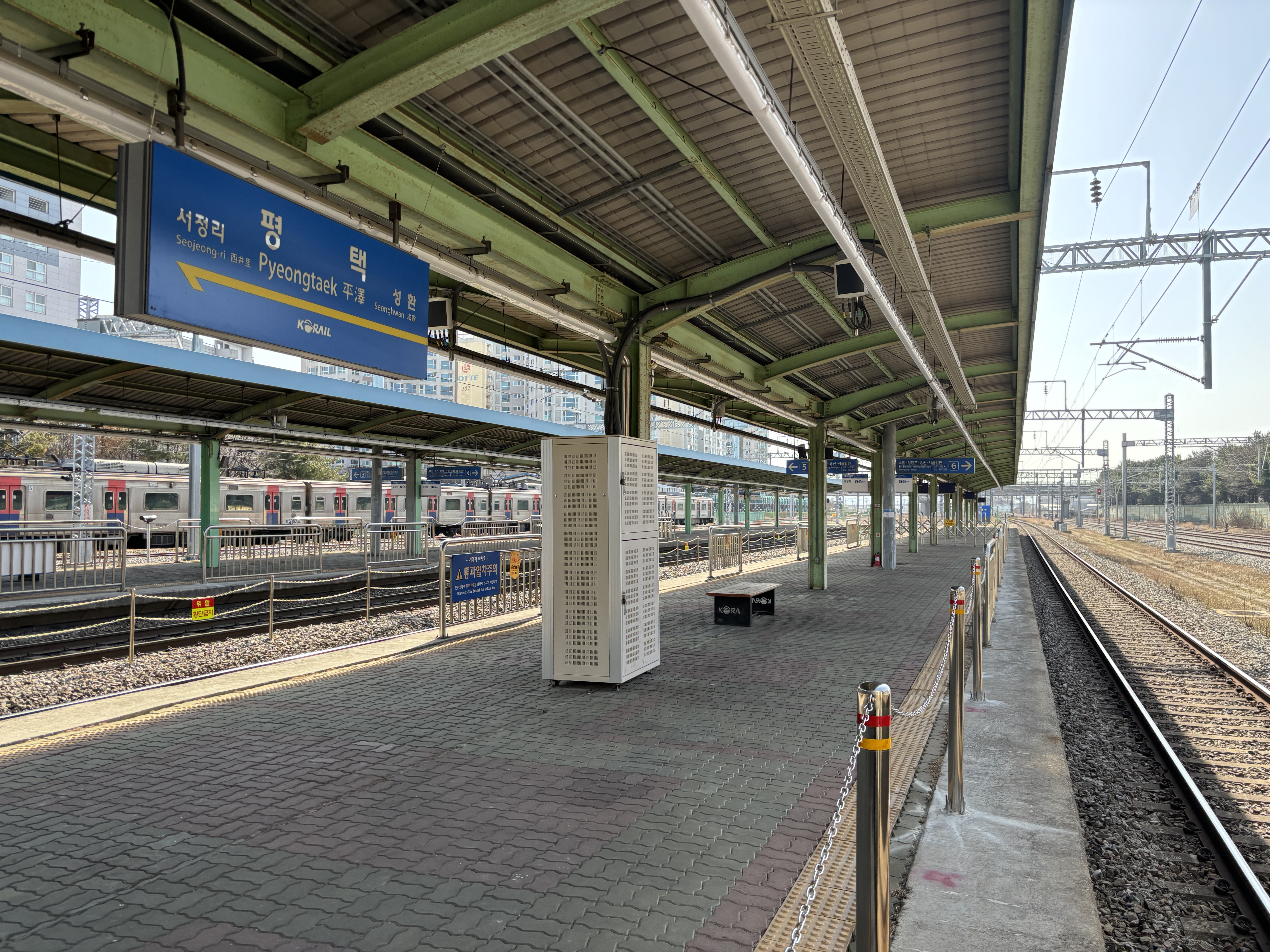
일반열차 승강장5, 6번선

### 승강장
| ↑평택지제(1호선)/↑서정리(경부선) / ↑ 안중 (평택선) |
| ８７ \| ６５ \| ４３ \| ２１ \|                    |
| 성환↓                                              |

| 1~2 | ● 수도권 전철 1호선      | 급행열차 · 일반열차                   | 성환 · 천안 · 아산 · 신창 방면          |
| 3~4 | 경부선 · 동해선 · 충북선 | ITX-새마을 새마을호 ITX-마음 무궁화호 | 부산 · 진주 · 신해운대 · 제천 방면      |
| 3~4 | 호남선 · 전라선 · 장항선 | ITX-새마을 새마을호 ITX-마음 무궁화호 | 목포 · 광주 · 여수엑스포 · 익산 방면    |
|     | 평택선                   | ITX-새마을 새마을호 ITX-마음 무궁화호 | 천안 · 아산 · 홍성                      |
| 5~6 | 경부선                   | ITX-새마을 새마을호 ITX-마음 무궁화호 | 수원 · 안양 · 영등포 · 용산 · 서울 방면 |
| 5~6 | 평택선                   |                                       | 안중 · 인주 · 홍성                      |
| 7~8 | ● 수도권 전철 1호선      | 급행열차 · 일반열차                   | 서정리 · 수원 · 구로 · 광운대 방면      |

## 역 주변
- 성내파출소
- 평택고속버스터미널
- 평택시외버스터미널
- 평택우체국
- 평택경찰서
- 평택성동초등학교
- 평택시청
- 평택롯데인벤스
- 평택여자중학교
- 한광중학교
- 신한중학교
- 평택중학교
- 한광고등학교
- 신한고등학교
- 평택고등학교
- 평일초등학교
- 평택초등학교
- 원평동행정복지센터
- 군문초등학교
- 평택소방서 119구조대
- 수원지방법원 평택지원
- 수원지방검찰청 평택지청
- 평택역사쇼핑몰
  - AK플라자 평택점
  - 북스리브로 평택점
  - 아웃백스테이크하우스 평택점
  - CGV 평택
- 군문주공아파트
- 평택농협

## 승차량 변동

### 수도권 전철
| 노선   | 승차 인원 | 승차 인원 | 승차 인원 | 승차 인원 | 승차 인원 | 승차 인원 | 승차 인원 | 승차 인원 | 승차 인원 | 승차 인원 | 승차 인원 | 승차 인원 | 승차 인원 | 승차 인원 | 승차 인원 | 승차 인원 | 승차 인원 | 승차 인원 | 주 석 |
| 노선   | 2005년    | 2006년    | 2007년    | 2008년    | 2009년    | 2010년    | 2011년    | 2012년    | 2013년    | 2014년    | 2015년    | 2016년    | 2017년    | 2018년    | 2019년    | 2020년    | 2021년    | 2022년    | 주 석 |
| ------ | --------- | --------- | --------- | --------- | --------- | --------- | --------- | --------- | --------- | --------- | --------- | --------- | --------- | --------- | --------- | --------- | --------- | --------- | ----- |
| 경부선 | 8673      | 9559      | 9914      | 10936     | 11951     | 12217     | 13233     | 13341     | 13797     | 16246     | 14336     | 14469     | 14637     | 14484     | 14422     | 9870      | 10743     | 12580     | [ 6 ] |

### 일반열차
| 2001년 | 하행 | 승차 | 무정차 | 713402  | 4468  | 717870  |
| 2001년 | 하행 | 하차 | 무정차 | 1314385 | 43487 | 1357872 |
| 2001년 | 상행 | 승차 | 무정차 | 1313094 | 40485 | 1353579 |
| 2001년 | 상행 | 하차 | 무정차 | 727948  | 5446  | 733394  |
| 2002년 | 하행 | 승차 | 무정차 | 661540  | 4570  | 676747  |
| 2002년 | 하행 | 하차 | 무정차 | 1357698 | 44206 | 1397367 |
| 2002년 | 상행 | 승차 | 무정차 | 1351338 | 46029 | 1401904 |
| 2002년 | 상행 | 하차 | 무정차 | 672623  | 6913  | 679536  |
| 2003년 | 하행 | 승차 | 무정차 | 645145  | 3981  | 662001  |
| 2003년 | 하행 | 하차 | 무정차 | 1370590 | 44626 | 1405212 |
| 2003년 | 상행 | 승차 | 무정차 | 1369679 | 45154 | 1395073 |
| 2003년 | 상행 | 하차 | 무정차 | 651734  | 4279  | 656013  |
| 2004년 | 하행 | 승차 | 60462  | 614346  | 856   | 675664  |
| 2004년 | 하행 | 하차 | 49690  | 1614989 | 10118 | 1674797 |
| 2004년 | 상행 | 승차 | 55931  | 1554334 | 10898 | 1621163 |
| 2004년 | 상행 | 하차 | 60060  | 608976  | 1069  | 670105  |
| 2005년 | 하행 | 승차 | 57187  | 611231  | 폐지  | 668418  |
| 2005년 | 하행 | 하차 | 31564  | 773869  | 폐지  | 805433  |
| 2005년 | 상행 | 승차 | 28017  | 745137  | 폐지  | 773154  |
| 2005년 | 상행 | 하차 | 54141  | 607474  | 폐지  | 661615  |

| 연도와 승하차 | 연도와 승하차 | 이용 인원 | 이용 인원 | 이용 인원 | 이용 인원 | 이용 인원 | 이용 인원 | 이용 인원 |
| 연도와 승하차 | 연도와 승하차 | KTX       | 산천      | 새마을    | 무궁화    | 누리      | 청춘      | 총계      |
| ------------- | ------------- | --------- | --------- | --------- | --------- | --------- | --------- | --------- |
| 2013년        | 승차          | 미정차    | 미정차    | 215762    | 1940103   | 213836    | 1026      | 2070727   |
| 2013년        | 하차          | 미정차    | 미정차    | 223646    | 2015269   | 175222    | 1658      | 2415795   |

## 사진

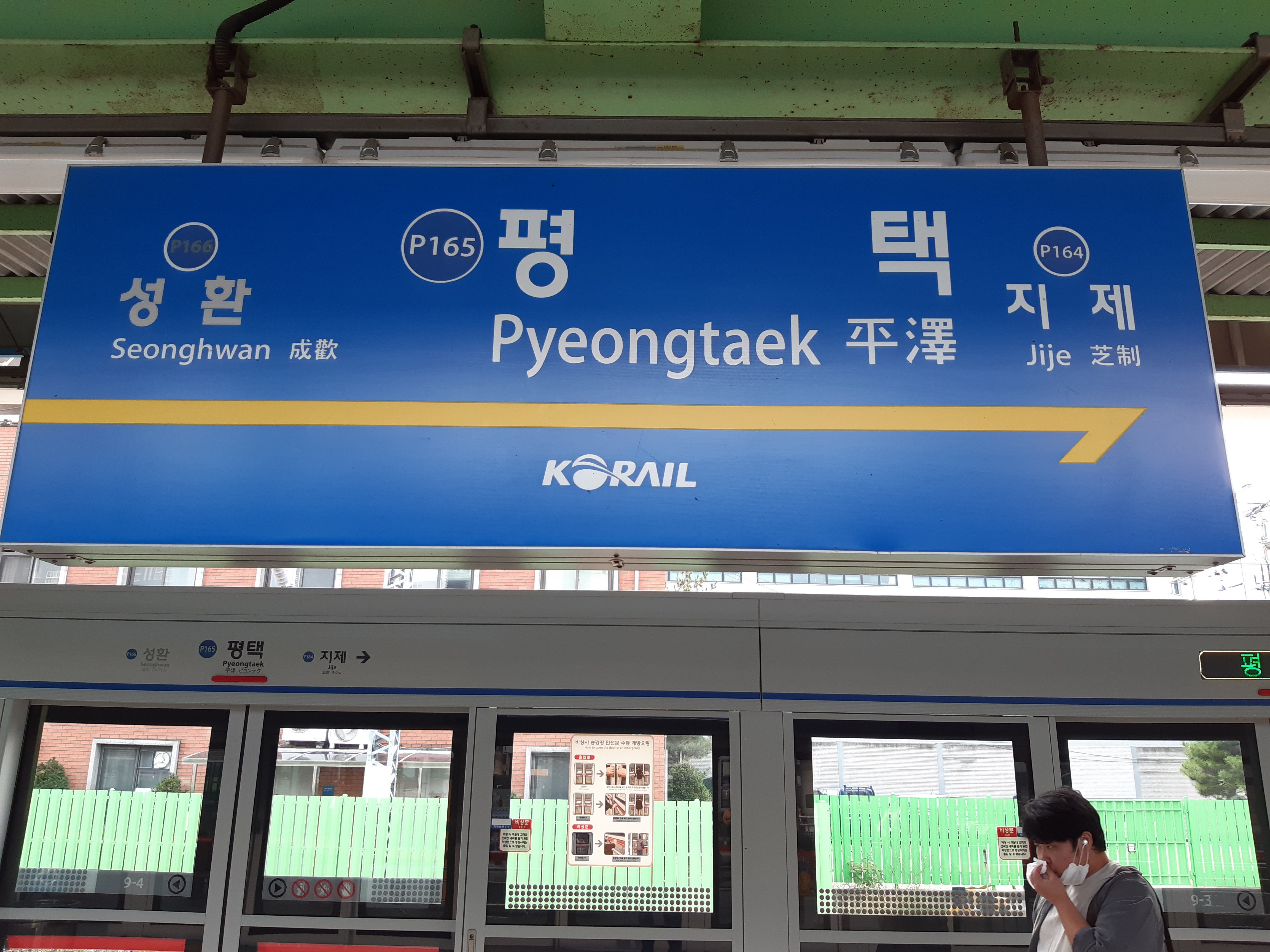
전철 승강장 역명판(평택지제역 역명 전)
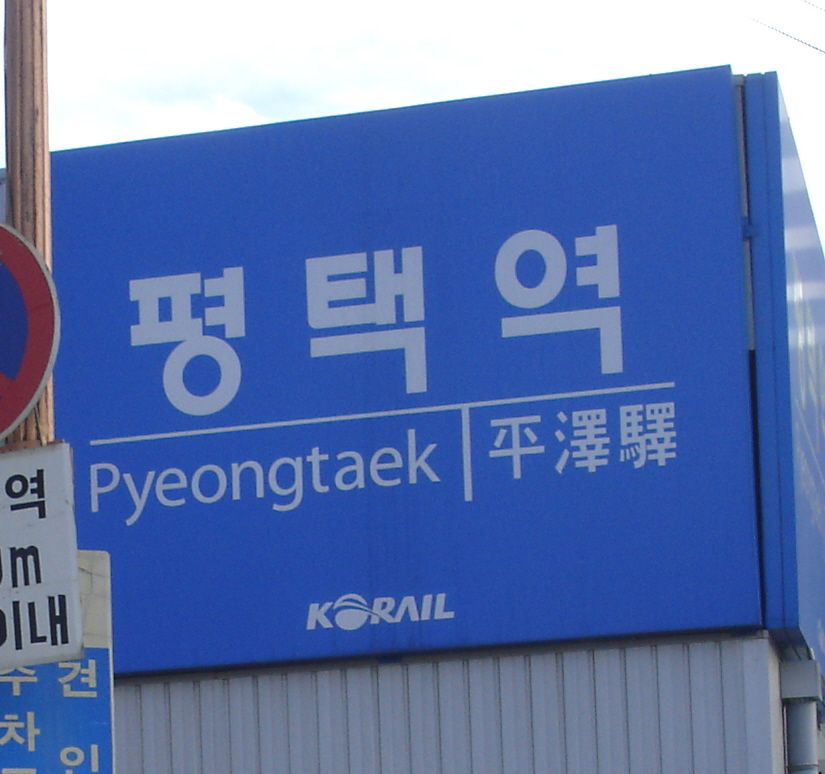
민자역사 임시 역명판
역사(2008년 9월)
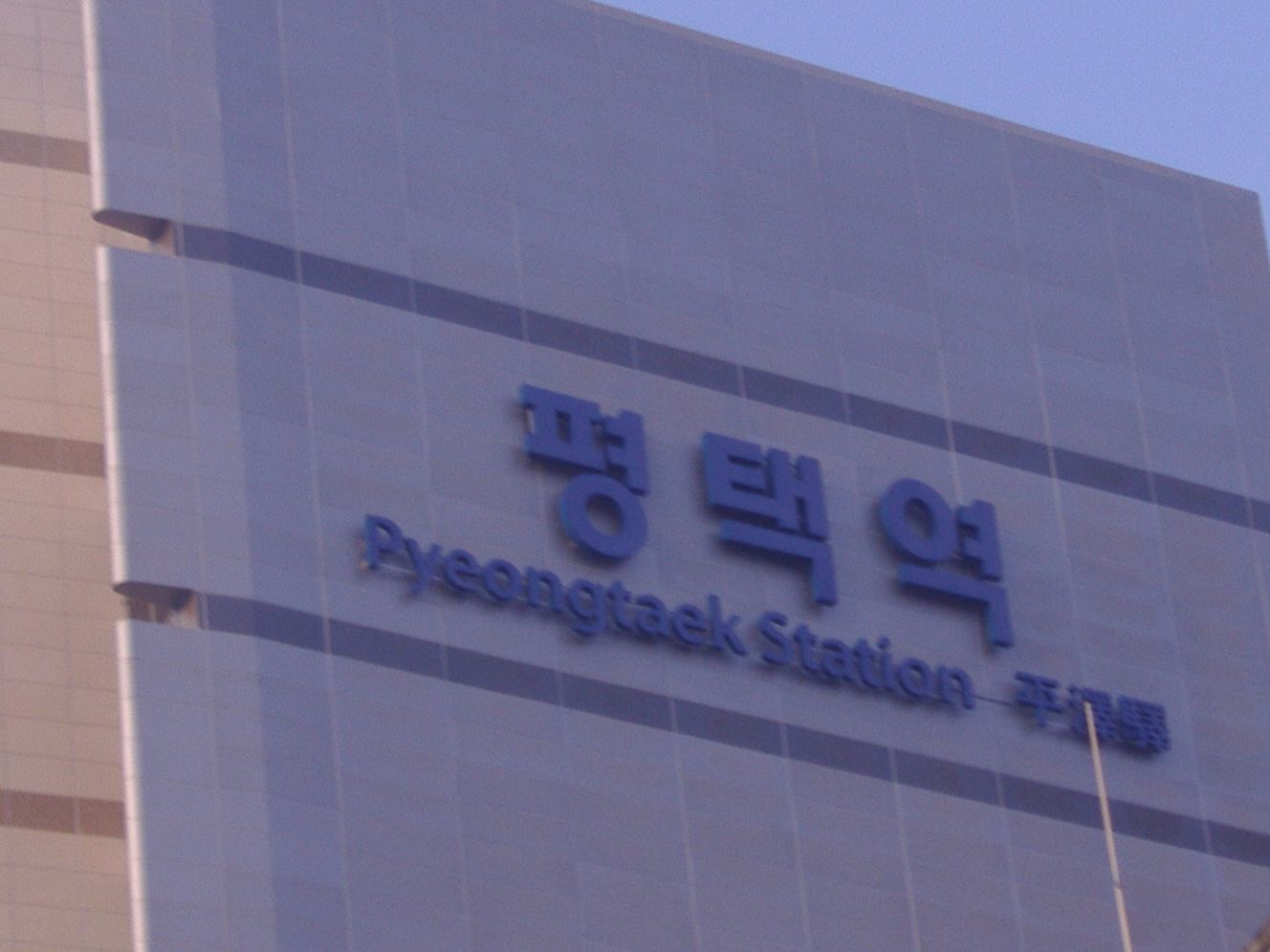
민자역사 역명판
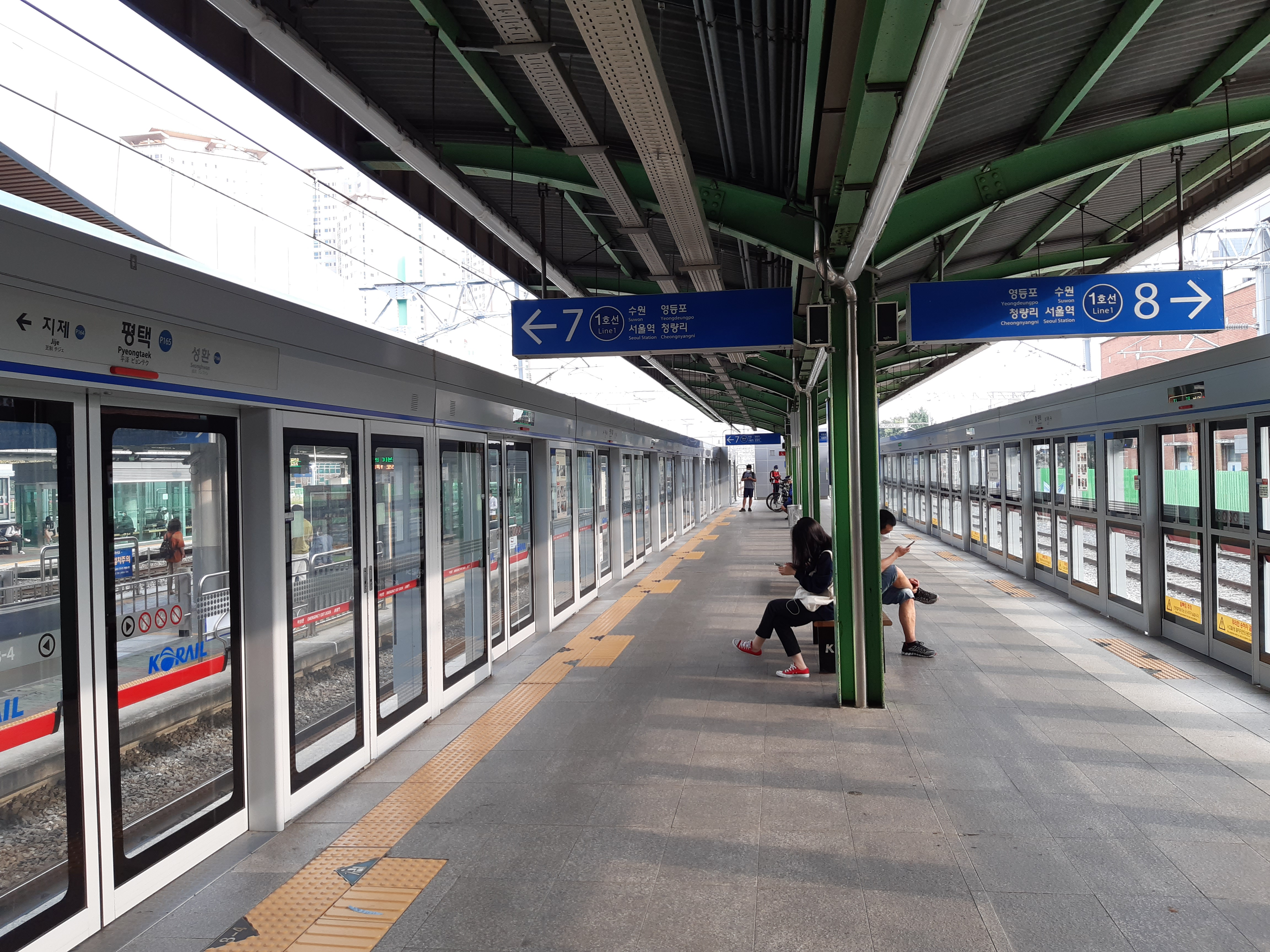
1호선 승강장
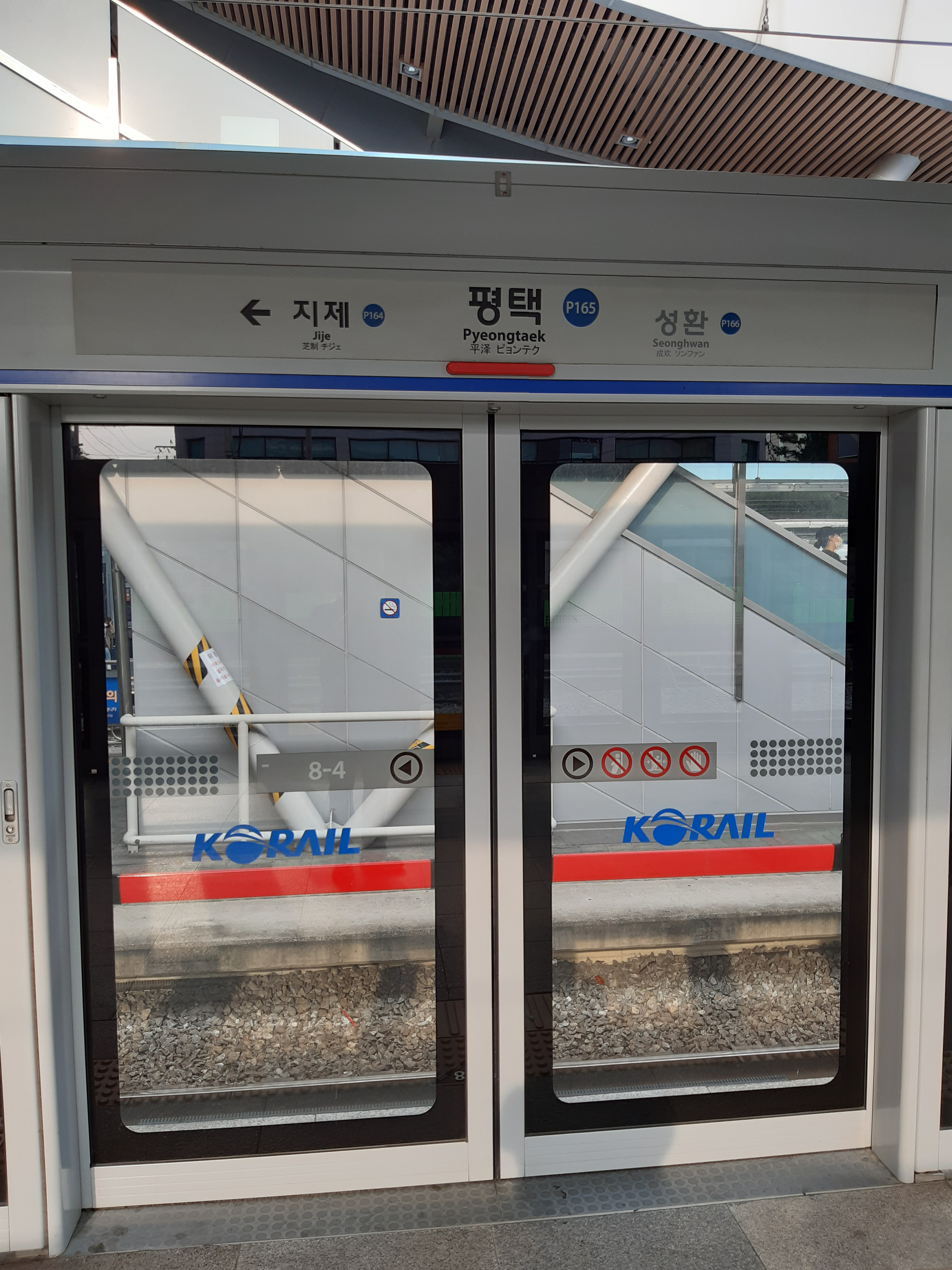
스크린도어(평택지제 역명 전)
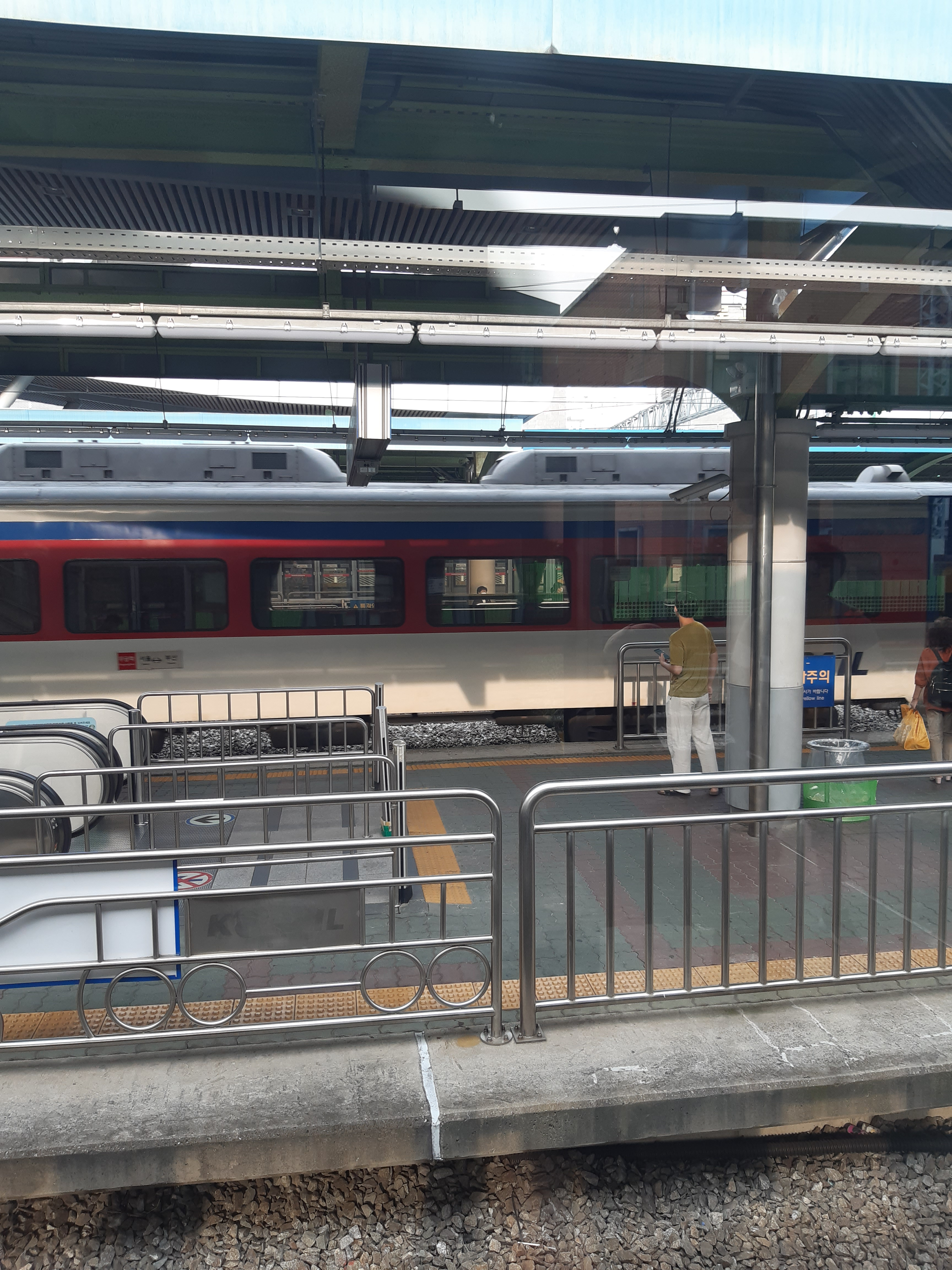
일반열차 승강장
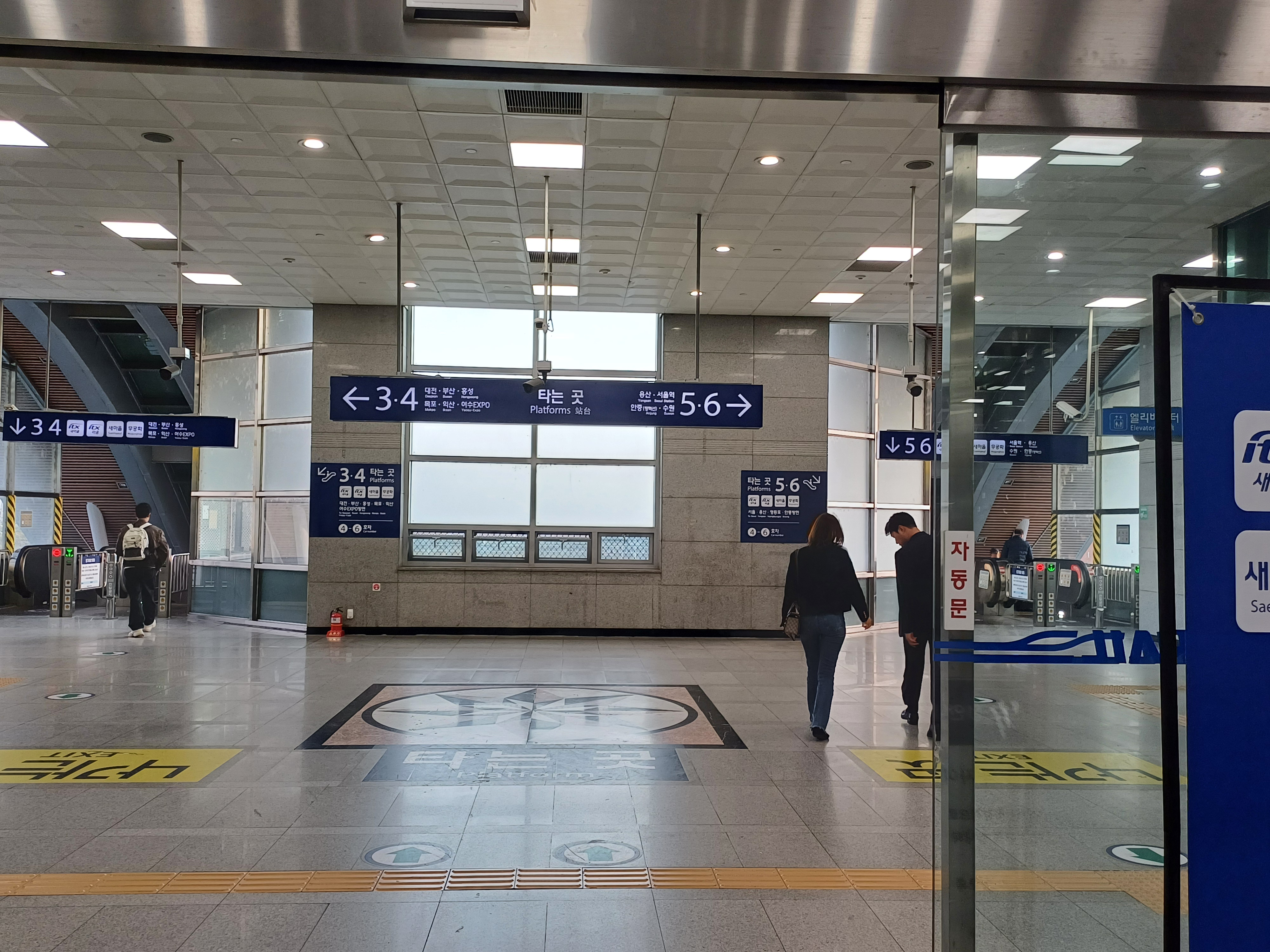
대합실
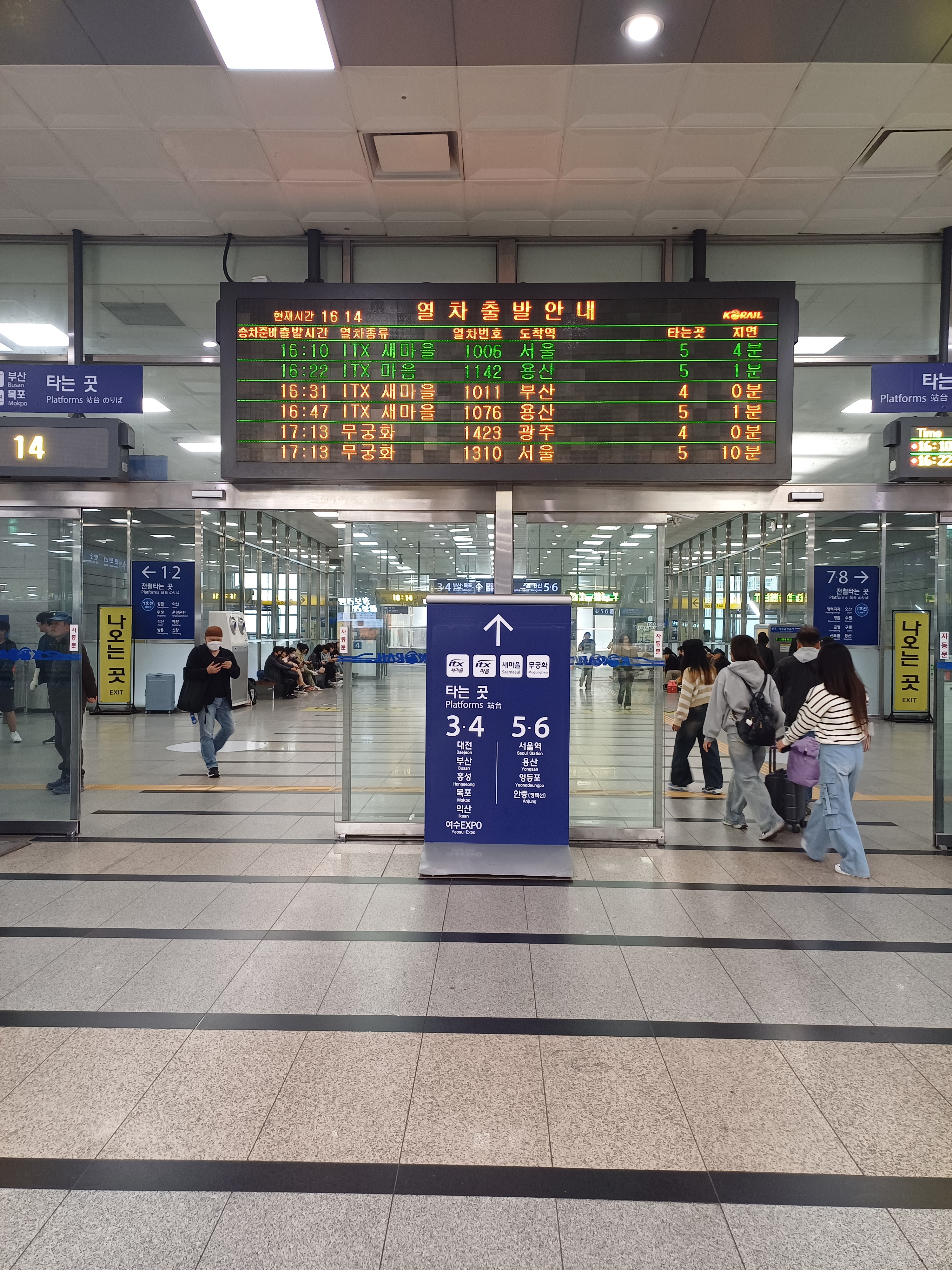
대합실2

## 인접한 역
| 새마을호                       | 새마을호                          | 새마을호                       |
| ------------------------------ | --------------------------------- | ------------------------------ |
| 수원 서울 방면                 | ITX-새마을 경부선                 | 천안 부산 방면                 |
| 수원 서울 방면                 | ITX-새마을 경전선                 | 천안 진주 방면                 |
| 수원 서울 방면                 | ITX-새마을 동해선                 | 천안 신해운대 방면             |
| 수원 용산 방면                 | ITX-새마을 호남선                 | 천안 목포 방면                 |
| 수원 용산 방면                 | ITX-새마을 광주선                 | 천안 광주 방면                 |
| 수원 용산 방면                 | ITX-새마을 전라선                 | 천안 여수엑스포 방면           |
| 수원 용산 방면                 | 새마을호 장항선                   | 천안 익산 방면                 |
| ITX-마음                       |                                   |                                |
| 수원 서울 방면                 | ITX-마음 경부선                   | 천안 부산 방면                 |
| 수원 용산 방면                 | ITX-마음 호남선                   | 천안 목포 방면                 |
| 수원 용산 방면                 | ITX-마음 전라선                   | 천안 여수엑스포 방면           |
| 수원 용산 방면                 | ITX-마음 장항선                   | 천안 홍성 방면                 |
| 천안 내선순환 방면             | ITX-마음 평택선                   | 안중 외선순환 방면             |
| 무궁화호                       |                                   |                                |
| 서정리 서울 방면 용산 방면     | 무궁화호 경부선 전라선            | 성환 부산 방면 여수엑스포 방면 |
| 서정리 용산 방면               | 무궁화호 호남선                   | 천안 목포 방면                 |
| 오산 용산 방면                 | 무궁화호 호남선                   | 성환 광주 방면                 |
| 수원 용산 방면                 | 무궁화호 장항선                   | 천안 익산 방면                 |
| 수원 서울 방면                 | 무궁화호 충북선                   | 천안 제천 방면                 |
| 광역전철 (경부선)              |                                   |                                |
| P164 평택지제 광운대 방면      | ● 수도권 전철 1호선 경부선 완행   | P166 성환 신창 방면            |
| P163 서정리 청량리 (지하) 방면 | ● 수도권 전철 1호선 경부선 급행 A | P166 성환 신창 방면            |
| P163 서정리 서울역 (지상) 방면 | ● 수도권 전철 1호선 경부선 급행 B | P166 성환 천안 방면            |